# Nampabius perspinosus
Nampabius perspinosus är en mångfotingart som beskrevs av Chamberlin 1928. Nampabius perspinosus ingår i släktet Nampabius och familjen stenkrypare. Inga underarter finns listade i Catalogue of Life.